# 7 Deadly Zens
7 Deadly Zens è il quarto album solista di Tommy Shaw, pubblicato nel 1998 per l'etichetta discografica CMC International.

## Tracce
1. Ocean – 3:33
2. Stop Knockin' – 5:17
3. All In How You Say It – 4:47
4. What Do You Want From Life – 4:37
5. In This Night – 3:55
6. Half A Mind – 3:58
7. Straight Down The Line – 5:01
8. Diamond – 4:24
9. Inspiration – 5:55
10. Who I Am – 7:08
11. Down On The Ground – 5:53
12. A Place To Call My Own – 5:40
13. It Doesn't Show (Hidden Track)
14. How Should I Feel (Japanese Bonus Track)

## Formazione
- Tommy Shaw - voce, chitarra
- Ted Nugent - chitarra (nei brani numero 1 e numero 12)
- Kirk Helle - chitarra
- Todd Sucherman - batteria
- Jeffery Vanston - tastiera
- Jack Blades - basso
- Marco Mendoza - basso
- John Pierce - basso